# Funkcjonalizm strukturalny
Funkcjonalizm strukturalny (inaczej orientacja strukturalno-funkcjonalna) – funkcjonalistyczna perspektywa teoretyczna i metodologiczna w antropologii kulturowej (A. R. Radcliffe-Brown) i w socjologii (Robert K. Merton), koncentrująca się głównie na strukturze społecznej jako systemie oraz na wyjaśnieniu funkcji poszczególnych elementów społeczeństwa (kultury) przede wszystkim w utrzymaniu całego globalnego układu w stanie równowagi i w zapewnieniu mu ciągłości. Funkcjonalizm strukturalny oponuje przeciwko wyjaśnieniu zjawisk społecznych w kategoriach historycznych i psychologicznych (funkcjonalizm B. Malinowskiego), opowiadając się za ich ujmowaniem jako trwałych systemów adaptacji, wzajemnego przystosowania i integracji.